# National Museum of Wales
Il National Museum of Wales è museo e galleria d'arte a Cardiff, nel Galles. L'ingresso è gratuito grazie a un finanziamento della Welsh Assembly Government.
Il Museo Nazionale del Galles è stato fondato nel 1907, quando ereditò la collezione del Museo di Cardiff che condivideva la sede con il Cardiff Central Library.
La costruzione di un nuovo edificio nel complesso civico di Cathays Park iniziò nel 1912, ma a causa della prima guerra mondiale non ha aperto al pubblico fino al 1927. Gli architetti sono stati Arnold Dunbar Smith e Cecil Brewer, anche se l'edificio nella sua forma attuale è stato pesantemente rivisitato nel suo assetto.
Il museo possiede collezioni di archeologia, botanica, arte figurativa e applicata, geologia e zoologia.